# Movimento dei Comunisti Unitari
Das Movimento dei Comunisti Unitari (MCU; Bewegung der Einheitskommunisten) war eine kommunistische Kleinstpartei in Italien, die von 1995 bis 1998 bestand. Sie wurde von Famiano Crucianelli geführt.
Das MCU wurde am 14. Juni 1995 nach einer Spaltung der Partito della Rifondazione Comunista (PRC) gegründet. Dem MCU schlossen die Parlamentarier des PRC an, die entgegen der Parteilinie und entgegen der Mehrheit an der Basis für die Unterstützung der Übergangsregierung des Parteilosen Lamberto Dini gestimmt hatten: 14 Mitglieder der Abgeordnetenkammer, drei Senatoren und zwei EU-Parlamentarier. Damit wollten sie vorgezogene Neuwahlen und eine mögliche Rückkehr von Silvio Berlusconi und seiner Forza Italia an die Regierung verhindern. Ihnen folgten jedoch nur etwa 400 Mitglieder der Parteibasis. Das MCU schloss sich dem breiten Mitte-links-Bündnis L’Ulivo unter Romano Prodi an, das Berlusconis Mitte-rechts-Block Polo per le Libertà gegenüberstand.
Zu den Parlamentswahlen im April 1996 trat das MCU auf Listen der Partito Democratico della Sinistra (PDS) an und erhielt 8 Sitze in der Abgeordnetenkammer. Im anschließend gebildeten Mitte-links-Kabinett Prodi I war die Partei mit Rino Serri als Staatssekretär im Außenministerium vertreten. Das MCU ging im Februar 1998 zusammen mit der PDS und kleineren Mitte-links-Parteien in den Democratici di Sinistra (DS) auf. In deren 176-köpfigen Leitungsgremium stellten die Comunisti Unitari 11 Vertreter. Innerhalb der DS gehörten die ehemaligen MCU-Mitglieder zu den Strömungen Una sinistra forte („Eine starke Linke“) und A sinistra per il socialismo („Nach links für den Sozialismus“).